# (445473) 2010 VZ98
(445473) 2010 VZ98 (ранее 2010 VZ98) — транснептуновый объект рассеянного диска, обращающийся во внешней части Солнечной системы. Обладает диаметром около 450 км и, возможно, является карликовой планетой.
Объект открыли 11 ноября 2010 года американские астрономы Дэвид Рабиновиц, Меган Швомб и Сюзанна Tourtellotte по наблюдениям в обсерватории Ла-Силья, север Чили, когда объект находился на расстоянии 38 а. е.

## Орбита и классификация
2010 VZ98 обращается вокруг Солнца на расстоянии 34,3-266,6 а. е. с периодом 1846 лет; большая полуось равна 150,5 а. е. Орбита обладает большим эксцентриситетом (0,77) и наклоном 5° относительно эклиптики. Возможно, данный объект был захвачен в резонанс 3:2 с некоторой планетой за орбитой Нептуна с большой полуосью орбиты 195—215 а. е.. Объект был обнаружен на снимках обзора SDSS обсерватории Апачи-Пойнт в 1998 году, что продлило дугу наблюдения объекта на 12 лет.

## Физические характеристики
Вращательная кривая блеска 2010 VZ98 была получена при фотометрических наблюдениях в обсерватории Лас-Кампанас в Чили. Кривая блеска показала период вращения 9,72 ± 0,05 часов с амплитудой изменения блеска 0.18 звёздной величины.

### Диаметр и альбедо
Американский астроном Майкл Браун предполагает, что диаметр объекта равен 471 км при альбедо 0,07, однако Johnston's Archive оценивает диаметр в 443 км при альбедо 0,09. Служба Collaborative Asteroid Lightcurve Link считает альбедо равным 0,10, при этом диаметр оказывается равным 401 км. Эти оценки основаны на значении абсолютной звёздной величины от 5,0 до 5,3.

## Наименование
По состоянию на 2018 год данная малая планета не имеет собственного названия.